# Вибухи в Дніпропетровську (2012)
Ви́бухи у Дніпропетровську — серія терористичних актів, що стались в центрі Дніпропетровська в обідню пору 27 квітня 2012 року. Згідно з офіційними даними, унаслідок вибухів постраждало 27 осіб, зокрема дев'ятеро дітей.
За офіційними даними впродовж однієї години десяти хвилин сталося чотири вибухи бомб. Бомби розміщувалися в сміттєвих урнах вздовж проспекту Дмитра Яворницького (тоді — Карла Маркса).

## Вибухи
Згідно з інформацією СБУ пролунало чотири вибухи, проте Дніпропетровськом ходили плітки про більшу кількість вибухів — дев'ять чи навіть десять.
Потужність вибухів зростала — від 160 г у тротиловому еквіваленті в першій вибухівці до 300 г у четвертій вибухівці.
Всі пристрої вибухнули в сміттєвих урнах на ділянці у 800 метрів на головній вулиці міста — проспекті Дмитра Яворницького, впродовж проміжку в 70 хвилин. За словами міністра внутрішніх справ Віталія Захарченка, пристрої були активовані дистанційно за допомогою радіосигналу, або в інший спосіб. Згідно з інформацією від міністра попереджувальних дзвінків про можливі вибухи не було.
Вибухові пристрої були саморобними, зроблені з вільнодоступних матеріалів, фугасної дії та безоболонкового типу. Фугасні вибухи в залізобетонних сміттєвих урнах, які слугували оболонками для пристроїв, призвели до ураження людей саме фрагментам урн.

### Перелік вибухів
1. Перший вибух стався близько 11:50, в момент коли від зупинки мав від'їжджати трамвай № 1 з багатьма пасажирами. Вибуховий пристрій був розміщений в урні для сміття на трамвайній зупинці «Оперний театр» (напроти театру опери та балету та біля перетину проспекту з вулицею Андрія Фабра) в Кіровському районі. Внаслідок вибуху постраждало 13 людей, які й були шпиталізовані[9].
2. Другий вибух відбувся о 12:20. Здетонував пристрій в урні біля лавочки коло пам'ятника «Закоханим» на так званій «Алеї Закоханих» (алея на вулиці Столярова), поруч з кінотеатром «Родіна» та будівлею монтажного коледжу, це майже на розі з проспектом Дмитра Яворницького та за 500 метрів на північний захід від першого вибуху. Від вибуху постраждало 11 осіб, зокрема 9 дітей[9][10].
3. Третій вибух був о 12:45, на проспекті Дмитра Яворницького, на пішохідній алеї біля центрального входу в парк Лазаря Глоби, неподалік магазину «1000 дрібниць» та середньої загальноосвітньої школи №9, на відстані 200 метрів на захід від другого вибуху. Троє постраждалих, одного шпиталізовано[9][10].
4. Четвертий вибух пролунав о 13:00 на тій же зупинці «Оперний театр», що і перший вибух, проте з другого боку колій, за 50 метрів від першого. [9] Ніхто не постраждав.

Також є інформація, що на Слобожанському проспекті було знешкоджено ще один вибуховий пристрій.

### Вибух 2011 року
Низку спільних ознак з подіями 27 квітня 2012 року має інцидент 16 листопада 2011. Тоді в 00:10 на проспекті Дмитра Яворницького біля будинку № 52 (Центральний універмаг) вибухнув активований дистанційно саморобний пристрій закладений в залізобетонну урну для сміття. Внаслідок вибуху одразу на місці загинув 27-літній чоловік, який на той момент виходив з авто.
Кримінальна справа була порушена за п.5 другої частини статті 115 (умисне вбивство) Кримінального кодексу України, та розслідувалася Шевченківським (тоді — Бабушкінським) райвідділом міліції. Проте згодом через значну потужність вибуху прокурор Дніпропетровської області Наталя Марчук перекваліфікувала злочин на частину три статті 258 (терористичний акт) кримінального кодексу, а тому розслідування було передано СБУ. Слідчі попри те що так і не змогли знайти злочинців, дійшли висновку про те що 27-літній фінансовий директор однієї з дніпропетровських компаній став випадковою жертвою вибуху. 

## Постраждалі
За інформацією МНС, внаслідок серії вибухів постраждало 27 людей, з них 25 було шпиталізовано, а двоє відмовилося. За деякими даними, постраждалих було тридцятеро. З-поміж потерпілих — 9 дітей підліткового віку.
Під час першого вибуху постраждали пасажири трамваю № 1, який вже зачинив двері та мав від'їжджати, на зупинці людей не було. Внаслідок другого вибуху постраждали, зокрема люди, що сиділи на лавочці, обіч якої вибухнула урна. Третім вибухом були травмовані перехожі, що були біля урни на пішохідній алеї.
З 25 осіб які звернулися за медичною допомогою, станом на вечір 27. на стаціонарі залишилося 19 постраждалих. В обласній клінічній лікарні імені Мечникова, що розташована на тому ж таки проспекті Дмитра Яворницького, восьмеро осіб перебувало в реанімаційного відділенні, двох пацієнтів прооперовано, одній жінці лікарі були змушені ампутувати ногу.
Станом на ранок 29 квітня, за даними управлінні охорони здоров'я Дніпропетровської облдержадміністрації на стаціонарі в лікарнях міста залишалося 14 потерпілих. Стан трьох пацієнтів залишався тяжким.
Зранку 5 травня в лікарнях міста перебувало десятеро постраждалих, зокрема троє дітей, одна жінка досі в тяжкому стані. Ще чотирьох потерпілих виписали попереднього вечора. На 15 травня, ще троє осіб перебували в лікарні.

### Компенсація
Прес-служба Дніпропетровської облдержадміністрації проінформувала, що 31 особі, зарахованих до постраждалих, виплатять грошову компенсацію від 20 тисяч ₴ до 360 тисяч ₴ на особу, в залежності від тяжкості травм. На ці цілі виділено 1.5 мільйони ₴.
Всім постраждалим було виплачено грошові компенсації. Постраждалі діти відпочили та лікувались в Артеку за рахунок держави.

## Життя міста
Внаслідок серії вибухів у Дніпропетровську поширилися паніка. Сам проспект Дмитра Яворницького та Центральний міст були перекриті, на багатьох інших вулицях середмістя утворилися кілометрові затори. Також було зупинено рух громадського транспорту в районі проспекту. Ймовірно через величезну кількість дзвінків виникли перебої з мобільним зв'язком, за іншою, непідтвердженою версією, мобільний зв'язок було відключено правоохоронними органами через побоювання, що вибухівка активується через мобільні телефони.
В місто були введені внутрішні війська, проте надзвичайний стан не запровадили.
Вже після вибухів того ж таки 29 квітня 2012 року міліція отримала кілька дзвінків про замінування автобусу та палацу культури, всі ці застереження виявилися фальшивими. Проти хуліганів порушені кримінальні справи. Впродовж наступної половини місяця міліція Дніпропетровської області 29 разів виїжджала на повідомлення про вибухівку.
За два дні — 29 квітня було цілковито відновлено рух міського електротранспорту на проспекті Дмитра Яворницького.
За словами міського голови Івана Куліченка в місті замінять бетонні урни та встановлять більше камер зовнішнього спостереження в місцях масового скупчення людей.

## Розслідування
- Прокурор Дніпропетровської області порушив кримінальну справу за частиною два статті 258 (терористичний акт) Кримінального кодексу України. [6] Розслідування проводить СБУ.

- 28 квітня 2012 У Дніпропетровську відбулася координаційна нарада щодо вибухів під головуванням Президента, у якій взяли участь Генеральний прокурор, Міністр МВС, Віце-прем'єр//Міністр МОЗ, місцеве керівництво та інші. На нараді Віктор Янукович призначив тижневий термін для розкриття терактів.

- За результатами наради Голова Дніпропетровської облдержадміністрації Олександр Вілкул запровадив винагороду у сумі 2 мільйонів ₴ за надання інформації про вибухи[20].

- 29 квітня 2012 СБУ розповсюдила фотороботи трьох підозрюваних чоловіків[21].

- 4 травня 2012 сплив тижневий термін визначений Президентом для розкриття справи, проте справа не була розкрита і навіть не визначено основну версію[22].

- 11 травня 2012 СБУ оприлюднила фоторобот ще одного — четвертого підозрюваного чоловіка, віком 40–50 років[23].
- 11 березня Прокуратура відмовилася від звинувачення у здійсненні відмовилася від звинувачення у здійсненні терактів Лева Просвірніна і Дмитра Реви.

Представники державного обвинувачення — співробітники прокуратури Дніпропетровської області під час слухань в Індустріальному районному суді Дніпропетровська зачитали постанову про офіційну відмову в обвинуваченні.
На засіданні Індустріального райсуду Дніпропетровська держобвинувачі заявили, що жодних доказів провини Просвірніна і Реви немає. З моменту їхнього затримання 31 травня 2012 року минув 1 рік і 9 місяців.

### Оцінки експертів
Експерти з безпеки, що були опитані агенцією «Інтерфакс», дійшли висновку, що, найімовірніше, вибухи були викликані пристроями безоболонкового типу. На думку експертів, характер ушкоджень, отриманих жертвами дозволяє припустити, що, пристрої не містили уражаючих елементів, а отримані травми, ймовірно були спричинені уламками сміттєвих урн та інших предметів.

## Політичні аспекти
27 квітня 2012 Верховна Рада була четвертий день поспіль заблокована опозиційними депутатами, які вимагали розслідування побиття Юлії Тимошенко в Качанівській в'язниці (Харків), тому станом на 12:30 більшість депутатів провладних фракцій вже полишили залу засідань. Під приводом вибухів у Дніпропетровську було скликане позачергове засідання на 16:00. На цьому засіданні під вигуки опозиційних депутатів «Ганьба», було прийнято присягу Валерії Лутковської на посаду уповноваженого з прав людини та голосами 264 карток звільнено Ніну Карпачову з цієї посади.